# David Hand (statystyk)
David John Hand (ur. 30 czerwca 1950) – brytyjski statystyk, profesor statystyki, były przewodniczący Królewskiego Towarzystwa Statystycznego, autor książek i publikacji naukowych.

## Kariera
- Uzyskuje tytuł BA z matematyki na Uniwersytecie Oksfordzkim.[1]
- W 1977 broni doktorat ze statystyki na Uniwersytecie w Southampton.[2]
- W latach 1977–1988 pracuje jako statystyk  w Instytucie Psychiatrii (ang.)(inne języki) (King’s College London).[3]
- W latach 1988–1999 profesor statystyki w Open University.
- W latach 1999–2011 profesor statystyki w Imperial College London.
- W latach 2008–2009 i w 2010 był przewodniczącym Królewskiego Towarzystwa Statystycznego.
- Od 2011 profesor emerytowany matematyki w Imperial College London.[4]

Autor 29 książek i ponad 300 artykułów naukowych. Jego książkę „Zasada nieprawdopodobieństwa Dlaczego codziennie zdarzają się cuda, zbiegi okoliczności i rzadkie wydarzenia” (przeł. Janusz Winiarski) wydano także w Polsce w 2015 roku.

## Nagrody
w 2002 roku otrzymał srebrny Medal Guya przyznawany przez Królewskie Towarzystwo Statystyczne.